# Casa da Coroa
A Casa da Coroa é um edifício na vila de Alcantarilha, no Município de Silves, em Portugal. 

## Descrição
O edifício tem acesso pelo Largo da Igreja, no centro de Alcantarilha. Foi classificado como Imóvel de Interesse Municipal pelo Edital n.º 17/03 da Câmara Municipal de Silves, de 26 de Março 2003, além de estar incluído na Zona de Protecção da Igreja Paroquial.
O imóvel apresenta uma planta de forma irregular, com dois corpos quadrangulares sobrepostos de dimensões diferentes, sendo o maior o do lado oriental, virado para a praça, onde está a fachada nobre, mostrando desta forma a situação social do proprietário original do edifício. Anexo ao edifício está um logradouro de forma trapezoidal, com uma cisterna. Devido ao desnível do terreno em que foi construído, tem dois pisos na fachada principal e três pisos na posterior. No rés-do-chão, a fachada nobre é rasgada por portas e janelas alternadas, enquanto que no primeiro andar possui cinco portas de sacada, com uma varanda corrida em ferro. A cobertura é de formato diferenciado, composto por dois telhados de quatro águas, com telhas de Marselha. O edifício demarca-se do restante conjunto urbano pelas suas dimensões e colorido, com as paredes pintadas de cor vermelha.
No interior do edifício, destacam-se as pinturas murais e a escadaria de ligação ao piso superior, com um gradeamento em ferro idêntico ao utilizado nas varandas.

## História
A Casa da Coroa terá sido construída provalmente nos finais do século XIX, ou nos princípios do século XX, por ordem de João Narciso D'Oliva, que nasceu em Paderne em 1845 e faleceu na cidade de Silves em 1925, e que se destacou por ter contribuído para várias obras paroquiais na região.
Posteriormente, foi instalado um estabelecimento de restauração no seu interior.